# Регби-7 на Азиатских играх
Соревнования по регби-7 проводятся на летних Азиатских играх для мужчин начиная с 1998 года, для женщин начиная с 2010 года. На Играх 1998 и 2002 также проводились соревнования по регби-юнион (или просто «регби», команда из 15 человек) только среди мужских команд.

## Виды соревнований
|         | 1998    | 2002    | 2006    | 2010    | 2014    | 2018    | 2022    | Годы    |         |
| Мужчины | Мужчины | Мужчины | Мужчины | Мужчины | Мужчины | Мужчины | Мужчины | Мужчины | Мужчины |
| ------- | ------- | ------- | ------- | ------- | ------- | ------- | ------- | ------- | ------- |
| Регби-7 | X       | X       | X       | X       | X       | X       | X       | 7       |         |
| Регби   | X       | X       |         |         |         |         |         | 2       |         |
| Женщины |         |         |         |         |         |         |         |         |         |
| Регби-7 |         |         |         | X       | X       | X       | X       | 4       |         |
|         |         |         |         |         |         |         |         |         |         |
| Всего   | 2       | 2       | 1       | 2       | 2       | 2       | 2       |         |         |

## Призёры соревнований

### Мужчины

#### Регби-юнион
| Год  | Золото           | Серебро | Бронза           |
| ---- | ---------------- | ------- | ---------------- |
| 1998 | Республика Корея | Япония  | Китайский Тайбэй |
| 2002 | Республика Корея | Япония  | Китайский Тайбэй |

#### Регби-7
| Год  | Золото           | Серебро          | Бронза           |
| ---- | ---------------- | ---------------- | ---------------- |
| 1998 | Республика Корея | Япония           | Таиланд          |
| 2002 | Республика Корея | Китайский Тайбэй | Таиланд          |
| 2006 | Япония           | Республика Корея | Китай            |
| 2010 | Япония           | Гонконг          | Республика Корея |
| 2014 | Япония           | Гонконг          | Республика Корея |
| 2018 | Гонконг          | Япония           | Республика Корея |
| 2022 | Гонконг          | Республика Корея | Япония           |

### Женщины

#### Регби-7
| Год  | Золото    | Серебро | Бронза    |
| ---- | --------- | ------- | --------- |
| 2010 | Казахстан | Китай   | Таиланд   |
| 2014 | Китай     | Япония  | Казахстан |
| 2018 | Япония    | Китай   | Казахстан |
| 2022 | Китай     | Япония  | Гонконг   |

## Медальный зачёт
суммарно медали для страны во всех видах соревнований
| Место          | Страна               | Золото | Серебро | Бронза | Всего |
| -------------- | -------------------- | ------ | ------- | ------ | ----- |
| 1              | Япония               | 4      | 6       | 1      | 11    |
| 2              | Республика Корея     | 4      | 2       | 3      | 9     |
| 3              | Гонконг              | 2      | 2       | 1      | 5     |
| 3              | Китай                | 2      | 2       | 1      | 5     |
| 5              | Казахстан            | 1      | 0       | 2      | 3     |
| 6              | Китайская Республика | 0      | 1       | 2      | 3     |
| 7              | Таиланд              | 0      | 0       | 3      | 3     |
| Всего стран: 7 | Всего стран: 7       | 13     | 13      | 13     | 39    |